# Kítros
Kítros är en ort i Grekland.   Den ligger i prefekturen Nomós Pierías och regionen Mellersta Makedonien, i den norra delen av landet, 280 km norr om huvudstaden Aten. Kítros ligger 84 meter över havet och antalet invånare är 1 412.
Terrängen runt Kítros är huvudsakligen platt, men åt nordväst är den kuperad. Havet är nära Kítros åt nordost.  Närmaste större samhälle är Kateríni, 13,1 km sydväst om Kítros. Trakten runt Kítros består till största delen av jordbruksmark.